# Antispastic
Antispasticele (denumite și spasmolitice sau antispasmodice) sunt medicamente utilizate pentru a combate spasmele musculare (în general digestive sau urinare). Antispasticele pot fi musculotrope sau neurotrope.